# D 625 (Türkei)
Die Straße D 625 (Devlet yolu 625) ist eine 78 km lange Straße in der Türkei.

## Verlauf
Die Straße zweigt in Çivril von der Straße D 595 zunächst nach Osten ab, führt dann am Nordostufer des Sees Işıklı Gölü entlang und weiter nach Südosten nach Dinar, wo die Straße D 320 gekreuzt wird. Von dort führt sie noch über 22 km weiter nach Keçiborlu, wo sie an der D 650 endet.